# 源乾曜
源 乾曜（げん けんよう、生年不詳 - 731年）は、唐代の官僚・政治家。本貫は相州臨漳県。

## 経歴
高宗のときの司刑太掌伯（刑部尚書）の源直心の子として生まれた。進士に及第した。神龍年間、殿中侍御史として江東を巡察した。景雲年間、諫議大夫に累進した。ときに公卿百官の三九射礼が廃されて久しかったため、乾曜はこの礼を実施するよう上疏した。ほどなく乾曜は梁州都督として出向した。
開元初年、邠王府の官吏に法を犯した者がいたため、玄宗は王府の長史にふさわしい者を求めた。乾曜は太常寺卿の姜皎に推薦されて、少府少監に任じられ、邠王府長史を兼ねた。まもなく戸部侍郎に転じ、御史中丞を兼ねた。ほどなく尚書左丞に転じた。開元4年（716年）冬、黄門侍郎・同紫微黄門平章事（宰相）に抜擢された。10日ほどで、姚崇とともに宰相から罷免された。玄宗が東都洛陽に行幸すると、乾曜は京兆尹となり、京師留守をつとめた。
開元8年（720年）春、再び黄門侍郎・同中書門下三品（宰相）となった。ほどなく銀青光禄大夫の位を加えられ、侍中に転じた。開元13年（725年）、乾曜は玄宗の封禅に扈従して、侍中を兼ねたまま尚書左丞相に任じられた。乾曜は国政の事務にあること10年、張嘉貞や張説が相次いで中書令となったが、乾曜はあえて政局を争うことなく、ことあるごとにかれらに譲った。李元紘や杜暹が宰相となるに及んでは、乾曜は国政の議論に参加することすらなくなり、唯々諾々と署名するだけになった。かつて乾曜は姜皎に推薦されて抜擢されたが、姜皎が張嘉貞に陥れられて罪に問われると、乾曜は姜皎を救おうともしなかったため、当時の識者に非難された。
開元17年（729年）夏、侍中の事務を兼ねることを停止された。この年の秋、太子少師に任じられたが、祖父の名が師といったことから、避諱のために固辞した。そこで太子少傅に任じられ、安陽郡公に封じられた。開元19年（731年）、玄宗が東都洛陽に行幸すると、乾曜は老病のため扈従に耐えられず、長安に留まって病身を養った。この年の冬に死去した。幽州大都督の位を追贈された。

## 子女
- 源復（華州刺史）[8]
- 源弼（工部郎中）[8]
- 源潔（河南県令）[8]
- 源清（駙馬都尉）[8]
- 源晋賓

## 伝記資料
- 『旧唐書』巻98 列伝第48
- 『新唐書』巻127 列伝第52